# Juan Velázquez de Cuéllar (juez)
Juan Velázquez de Cuéllar (n. Arévalo) fue un noble y juez español destacado por haber sido uno de los doce magistrados que vieron el proceso contra Álvaro de Luna, condestable de Castilla, y que sentenciaron la decapitación del maestre.
Hijo de Fernán Velázquez de Cuéllar, noble al servicio de Fernando I de Aragón, sucedió a su hermano Fortún Velázquez de Cuéllar en el consejo real de Juan II de Castilla, ocupando el cargo desde 1431 hasta 1453, en que formó parte del grupo de magistrados que sentenciaron a Álvaro de Luna. A causa de los remordimientos que después le provocaron la sentencia, se hizo donado en el Monasterio de Santa María de la Armedilla, en Tierra de Cuéllar, y mandó poner sobre su sepultura una cabeza de cera grande, como señal por la que con su firma se había cortado al maestre, y donó sus bienes al monasterio.
Fueron hermanos suyos Fortún Velázquez de Cuéllar, protonotario apostólico, familiar de Eugenio IV y obispo de León (1460); Gutierre Velázquez de Cuéllar, consejero de Juan II, Enrique IV y de los Reyes Católicos; Francisco Velázquez de Cuéllar, padre de Diego Velázquez de Cuéllar, adelantado y primer gobernador de Cuba; y Alfonso y Bernabé Velázquez de Cuéllar destacados militares en la Guerra de Granada.
Eduardo Ruiz-Ayúcar le atribuye la paternidad de Juan Velázquez Ronquillo, quien entre otros hijos tuvo al famoso alcalde Rodrigo Ronquillo.